# Siljeåsberget
Siljeåsberget är ett naturreservat i Strömsunds kommun i Jämtlands län.
Området är naturskyddat sedan 2010 och är 118 hektar stort. Reservatet ligger vid nordöstra stranden av Flåsjön och består i norr av gammal granskog samt i övrigt av brandpräglad blandskog med grova lövträd.